# Saint-Malo (traghetto)
Il Saint-Malo è un traghetto di proprietà della Stena Line ed in servizio per Brittany Ferries.

## Servizio
Varato il 7 ottobre 2023 nel cantiere navale cinese CMI Jinglin Weihai Shipyard di Weihai e consegnato il 18 ottobre 2024 alla Stena Line, viene subito girato in noleggio alla Brittany Ferries.
Partito da Weihai il 21 ottobre 2024, scala a Singapore, Port Louis, Walvis Bay, Mindelo e Las Palmas de Gran Canaria, giungendo a Santander il 2 dicembre successivo.
Il 25 gennaio 2025 esegue una minicrociera di prova tra Portsmouth e Saint Malo e dal giorno seguente prende servizio sulla medesima rotta in sostituzione del Bretagne.

## Navi gemelle
- Stena Estrid
- Stena Edda
- Galicia
- Stena Embla
- Côte d'Opale
- Salamanca
- Stena Estelle
- Stena Ebba
- Santoña
- Ala'Suinu
- Guillaume de Normandie
- Capu Rossu